# 吴觉农
吴觉农（1897年4月14日—1989年10月28日），原名荣堂，男，浙江上虞人，中华人民共和国茶叶专家。

## 生平
早年毕业于浙江省中等农业技术学校，后留学日本。1929年任浙江省政府建设厅合作事业管理室主任。1936年，担任中国茶叶公司总技师，后组建复旦大学农学院茶叶系、上海组织兴华制茶公司等。任中央人民政府农业部副部长兼中国茶业公司总经理。